# Cumbel
Cumbel (tot 1983 officieel in het Duits Cumbels) is een plaats en voormalige gemeente in het Zwitserse kanton Graubünden, behorend tot de gemeente Lumnezia. Cumbel telt 238 inwoners en vormde tot eind 2012 een afzonderlijke gemeente.

## Geschiedenis
Cumbel is op 1 januari 2013 gefuseerd met Degen, Lumbrein, Morissen, Suraua, Vignogn, Vella en Vrin tot de gemeente Lumnezia.
- Gemeinsame Normdatei: 4222764-1
- Historisch woordenboek van Zwitserland: 001451
- Library of Congress Control Number: n82223468
- Nationale Bibliotheek van Israël: 987007555243005171
- Virtual International Authority File: 134898184
- WorldCat: E39PBJqBwbB6HwR4wwMqqdgtKd